# Dubašnica
Dubašnica Krk szigetének északnyugati része Horvátországban, Tengermellék-Hegyvidék megyében. Nevét az egykor itt termő sűrű tölgyerdeiről (dub = tölgy) kapta.

## Története
Dubašnica egykori falu és plébánia, amelyet valamikor a 15. század vége előtt, legkésőbb 1491-ben alapítottak, amikor a lakosoknak jogot adtak arra, hogy saját lelkészük legyen. Dubašnica falu a 18. században kihalt, a 19. században pedig funkcióját átvette Bogovići település, ahol 1644-ben megkezdődött a Kármelhegyi Boldogasszony kápolnájának építése, de az egyházközség neve továbbra is Dubašnica maradt, és ma is jelen van Malinska-Dubašnica község nevében. A volt kápolna helyén ma a Szent Apollónia plébániatemplom található, Bogovići pedig ma szinte összeolvadt Malinskával. 
A 15. század közepén Dubašnica, Šotoventa és Dobrinj község északi részére VII. Frangepán Iván vegliai gróf mintegy 200 családot telepített a Velebit-hegységből, akiknek itt földet adott és a gazdálkodásukért cserébe jövedelmük egy részét a nemesi családjának kellett adniuk. Az itteni horvát lakosság ezeket a telepeseket murlacnak vagy morlacnak, azaz vlachnak nevezte. A szigetlakók azonban ezt az elnevezést általában a partmenti lakosságra használták, például Krk lakói a Krk és Vinodol közötti csatornát Murlačka-csatornának hívták. A morlakok valójában többnyire horvátok voltak, amit vezetéknevük is megerősít, amelyről később a falvakat elnevezték. A horvátokon kívül azonban több valóban vlach család is volt köztük.
Már a 15. század végén a telepesek egy része Isztria területére a Ćićarija-hegység vidékére költözött. A 19. századig ezek a dubašnicai telepesek egyfajta román nyelvjárást az ún. krki román nyelvet beszélték, amely az idő múlásával a legtöbb szláv szót átvette. Ezzel ellentétben az Isztriaba emigrált morlakok egy része ma is egy speciális típusú román nyelvjárást, az isztroromán nyelvet beszéli.
Dubašnica területe ma 19 kisebb településből áll: Bogovići, Barušići, Kremenići, Ljutići, Milčetići, Milovčići, Oštrobradići, Porat, Radići, Sv. Ivan, Strilčići, Sabljići, Sv. Anton, Sv. Vid-Miholjice, Turčići, Vantačići, Zidarići és Žgombići

## Fordítás
Ez a szócikk részben vagy egészben  a   Dubašnica című horvát Wikipédia-szócikk ezen változatának fordításán alapul.  Az eredeti cikk szerkesztőit annak laptörténete sorolja fel. Ez a jelzés csupán a megfogalmazás eredetét és a szerzői jogokat jelzi, nem szolgál a cikkben szereplő információk forrásmegjelöléseként.